# Netalie Braun
Netalie Braun (12 de junio de 1978) es una cineasta y poetisa israelí. Su obra literaria incluye tanto poesía como relatos breves, que han aparecido en diversas revistas especializadas. En 2017 ganó un Premio Ophir en la categoría de mejor cortometraje documental por su obra Hope I'm In the Frame.

## Biografía

### Inicios y formación académica
Braun creció en el seno de una familia religiosa. Estudió en la escuela secundaria Yeshurun y fue miembro del movimiento juvenil religioso Bnei Akiva. Se formó en filosofía y cine en la Universidad de Tel Aviv, institución en la que también cursó una maestría en cine. Completó su formación en poesía en el programa Helicon. Aunque inicialmente no tenía pensado dedicarse al cine porque le parecía «demasiado complicado», su experiencia universitaria la animó a publicar su primer cortometraje en 2004.

### Carrera
En 2005 obtuvo el primer lugar en el certamen Shira Al Haderech, organizado por la municipalidad de Tel Aviv, con un poema titulado K. Gracias a este reconocimiento, recibió apoyo para publicar su primer recopilatorio de poesía, Killing and Breathing, editado por Nurit Zarchi y publicado en 2006 por la editorial Achuzat Bayit.
Como cineasta Braun trabaja en los géneros de documental y ficción. Sus cortometrajes Navel (2004) y Last Supper (2005) hicieron parte del circuito de festivales a nivel local e internacional. Su documental Metamorphosis recibió el premio Aliza Shagrir al mejor documental en 2006, así como el galardón internacional otorgado por la Sociedad para el Estudio del Trauma y la Disociación. Otro de sus cortos, Gevald (2008), fue incluido en la sección Panorama del Festival Internacional de Cine de Berlín en 2009, además de proyectarse en otros eventos cinematográficos a nivel internacional. Esta obra ganó el primer premio del Festival Internacional de Cine LGBTQ+ de Tel Aviv y el reconocimiento del Instituto Goethe en la categoría de cortometrajes centrados en los derechos humanos.
Su documental Hatalyan, que narra la historia del hombre que ejecutó al criminal de guerra nazi Adolf Eichmann, fue galardonado en el Festival Internacional de Cine de Haifa e hizo parte de la programación del canal Yes. Acto seguido, desarrolló la serie de televisión Seder Nashim, inspirada en las enseñanzas del Talmud; la producción ganó el premio al mejor guion, otorgado por la Fundación Yohanna Ferner.
Entre 2011 y 2013 se desempeñó como directora artística del Festival Internacional de Cine de Mujeres en Rehovot. Su cortometraje Vow obtuvo el premio a mejor película independiente en el Festival de Cine de Jerusalén en 2014. También fue reconocida con el galardón a la mejor dirección en el Student Film Festival en 2015, y se llevó el primer premio en el Festival Internacional de Cine de Mujeres de Seúl ese mismo año.
El documental Hope I'm In the Frame, basado en la obra de la directora y actriz israelí Michal Bat-Adam, recibió una mención especial en el festival DocAviv en 2017, además del Premio Ophir al mejor cortometraje documental.

### Actualidad
En 2025 estrenó un nuevo documental titulado Shooting, el cual relata la huida de todo un pueblo en los Altos del Golán debido a la recreación de una escena de guerra para el rodaje de una película. Esta producción obtuvo el premio especial del jurado en el evento DocAviv de 2025.

## Vida personal
Braun mantuvo una relación sentimental con la cineasta Avigail Sperber, con quien tuvo una hija. Tras su separación, contrajo matrimonio nuevamente y tuvo otro hijo. A lo largo de su carrera, colaboró junto a Sperber en varios proyectos cinematográficos, entre ellos Metamorphosis, Gevald y Hatalyan.

## Filmografía
| Año  | Título                  | Papel                            | Notas            |
| ---- | ----------------------- | -------------------------------- | ---------------- |
| 2004 | Tabur                   | Directora                        | Corto            |
| 2005 | Last Supper of N. Braun | Directora                        | Corto            |
| 2005 | Metamorphosis           | Directora, escritora             | Documental corto |
| 2008 | Gevald                  | Directora, productora, escritora | Documental corto |
| 2010 | Hatalyan                | Codirectora, productora          | Documental       |
| 2014 | Vow                     | Directora, productora, escritora | Corto            |
| 2017 | Hope I'm in the Frame   | Directora, productora            | Documental       |
| 2025 | Shooting                | Directora, escritora             | Documental       |